# Kingsport (Tennessee)
Kingsport ist eine City in Sullivan und Hawkins Countys im US-BundesstaatTennessee. Sie ist neben Johnson City und Bristol Teil der Tri-Cities, TN. Das U.S. Census Bureau hat bei der Volkszählung 2020 eine Einwohnerzahl von 55.442 ermittelt.

## Geographie
Kingsport befindet sich in Nordost-Tennessee. Im Osten der Stadt vereinigen sich North Fork Holston River und South Fork Holston River zum Holston River. In der Stadt kreuzen sich Interstate 26/U.S. Highway 23 und U.S. Highway 11W.

## Geschichte
Seit 1822 war die Stadt einer der wichtigsten Verschiffungshäfen am Holston River. Viele Waren wurden über viele Meilen zum Verschiffen nach Kingsport transportiert. Von dort aus wurden sie auf Frachtern auf dem Tennessee River geschifft und dort weiterverkauft. Diese Stellung als wichtiger Handelshafen verlor Kingsport im Amerikanischen Bürgerkrieg (1861–1865). 1916 war der Ort Schauplatz eines schwerwiegenden Unfalls mit einem Zirkuselefanten, der einen Menschen das Leben kostete und zur öffentlichen Hinrichtung des Tieres führte.
1917 wurde Kingsport in gewisser Weise neu gegründet. Mitte der 1920er war es eine der ersten Städte, die ein modernes Stadtbild erhielten und modernisiert wurden. Weiterhin erhielt Kingsport als eine der ersten Städte eine Stadtverwaltung, die der Form der Regierung entsprach.
Ein an der Columbia University neu entwickeltes Schulsystem wurde hier erstmals eingeführt. Das 1920 gegründete Chemieunternehmen Eastman Chemical hat bis heute seinen Firmensitz in Kingsport.

## Bevölkerung
44.905 Menschen (19.662 Haushalte resp. 12.642 Familien) leben in der Stadt. Die Bevölkerungsdichte beträgt 393,4/km². Ethnisch setzt sich die Stadt aus 93,32 % Weißen, 4,22 % Afro-Amerikanern, 0,24 % Ureinwohnern, 0,79 % Asiaten, 0,02 % pazifischen Inselbewohnern, 0,34 % Personen anderer Abstammung und 1,05 % Hispanics und Latinos zusammen.

## Söhne und Töchter der Stadt
- Cripple Clarence Lofton (1887–1957), Boogie Woogie- und Blues-Pianist, Tänzer und Sänger
- Robert Massey Switzer (1940–2023), Mathematiker
- Lisa Alther (* 1944), Schriftstellerin
- Ken Mellons (* 1965), Country-Sänger
- Mac McClung (* 1999), Basketballspieler